# GoKorea
GoKorea（ゴーコリア）は、韓国の(株)CSLIが運営している、朝鮮語を日本語に翻訳できるウェブサイトである。

## 概要
著名な地名・人名・有名人などは翻訳精度が高い（一部はヘボン式ローマ字で翻訳）。
朝鮮語サイトの翻訳サービスや、日韓翻訳掲示板が運営されている。
ニュースはネイバーから提供されているものを使用している。